# Goniophyto boninensis
Goniophyto boninensis är en tvåvingeart som beskrevs av Guilherme A.M.Lopes 1958. Goniophyto boninensis ingår i släktet Goniophyto och familjen köttflugor. Inga underarter finns listade i Catalogue of Life.